# گرگینه (فیلم ۱۹۱۳)
گرگینه (انگلیسی: The Werewolf) یک فیلم به کارگردانی هنری مک‌ری است که در سال ۱۹۱۳ منتشر شد. از بازیگران آن می‌توان به فیلیس گوردن و ویلیام کلیفورد اشاره کرد.